# Spathius brevicornis
Spathius brevicornis är en stekelart som beskrevs av Shi och Chen 2004. Spathius brevicornis ingår i släktet Spathius och familjen bracksteklar. Inga underarter finns listade i Catalogue of Life.